# Ray Mancini
Ray Mancini (Youngstown, Ohio, 4 de março de 1961) é um ex-pugilista ítalo-americano.
Nos anos 80, deteve o título de Campeão Mundial dos pesos leves por dois anos. Mancini herdou seu apelido, "Boom Boom" de seu pai, um boxeador veterano chamado Lennie Mancini, que serviu de base para o filho desenvolver seu talento como lutador. Mancini teve uma das histórias mais famosas e tristes do Boxe, pois foi protagonista do episódio "Duk Koo Kim", uma tragédia que mudaria as regras do pugilismo para sempre.
O boxe era algo importante na família Mancini. O pai de Ray, Lennie, foi nos anos 40 um contendor de primeira linha que, muitos acreditavam, teve chances de ser um campeão mundial. Após ser ferido na Segunda Guerra Mundial, Lennie abandonou os ringues mas vontou-se a treinar seu filho, Ray. Lennie inspirou Ray a desenvolver suas habilidades e o encorajou a treinar no ginásio desde cedo. Em 1978, Ray, que construíra uma respeitável carreira nos amadores, fez a transição para o ranking profissional. A força de seus punhos e seu estilo agressivo tornaram-no um grande nome e, logo, Ray passou a derrotar alguns excelentes pugilistas, tais como o ex-campeão Norman Goins.

## Carreira
Contra Alexis Arguello, Ray teve a primeira oportunidade de disputar um título mundial. Mancini provou-se um grande guerreiro, dando a Arguello muito trabalho, mas ao final de 14 rounds, perdeu a luta, para sua decepção. Muitos, incluindo a Ring Magazine e ESPN, escolheram a luta Mancini-Arguello como uma das lutas mais espetaculares dos anos 80.
Seis meses depois, Mancini se recuperou de sua decepção desafiando Arturo Frías, agora Frias detinha o título de Campeão Mundial nos pesos leves. Uma curiosidade sobre essa luta é que, durante os treinamentos de Mancini em Tucson, três homens armados prestaram uma visita ao hotel atrás do boxeador, que não se encontrava por lá. Após o insólito ocorrido, Mancini teve de treinar com escolta policial. Na noite da luta, em 15 segundos de competição, Frias acertou Mancini com uma direita no queixo e Ray quase foi à lona. Arturo seguiu com combinações que fizeram Mancini começar a sangrar o supercílio. Mancini reagiu partindo para cima e derrubando inesperadamente o campeão no centro do ringue com uma espetacular combinação. Frias se levantou antes que a contagem chegasse a dez, mas Mancini não deu oportunidades e foi atrás de Frias com fúria. Após encurralá-lo nas cordas, Mancini o acertou com combinações que não foram respondidas. O árbitro então parou a luta: Mancini conquistava o primeiro título de campeão de sua vida. Mancini defendeu seu título com sucesso, derrotando sem grandes sacrifícios o desafiante Ernesto España em seis assaltos.
Mancini, um pugilista bem apessoado e simpático a quem todos tinham muito carinho, parecia ter tudo a seu favor para construir uma das histórias de fada do mundo do boxe. Nada parecia ser capaz de detê-lo, porém cruelmente o destino lhe pregou uma peça e o colocou como protagonista de uma das tragédias mais tristes do mundo dos esportes: a luta com o coreano Duk Koo Kim.

## O episódio Duk Koo Kim
A segunda defesa de título de Mancini iria mudar não apenas as regras do Boxe como a vida de Mancini. Em 13 de novembro de 1982, Mancini, aos 21 anos de idade, encontrou o Sul Coreano de 23 anos Duk Koo Kim, para uma luta que valia o título. Kim era um pugilista muito popular que havia lutado e vencido doze vezes seguidas e detinha, pela WBA, a qualificação para ser o desafiante número um do Campeão Mancini. Todavia, das dezenove lutas da carreira de Kim antes de Mancini, dezoito haviam sido em seu país de origem contra pugilistas obscuros, e por ser um canhoto, Kim tivera vantagem extra sobre os demais, pois a maioria dos lutadores na Coréia são destros. A única experiência de Kim em lutas fora de seu país fora uma nas Filipinas.
Mancini seria sua primeira luta fora do continente asiático, a poucos dias da luta, Kim batalhou para perder peso, o que o debilitou bastante. Profeticamente, escreveu no espelho de seu quarto de hotel a mensagem "Matar ou ser morto", alguns dias antes da luta. Mancini e Kim se encontraram na arena externa do Caesar's Palace em 13 de Novembro de 1982. Os observadores descreveram a luta como sangrenta e repleta de ação e movimentação. Mancini e Kim trocaram francamente golpes por um bom tempo da luta, mas, com o tempo, Ray foi dominando Kim. Cansado e muito ferido, Kim se ergueu de seu banco para o round 14 sem muito a oferecer. Mancini o derrubou com uma combinação espetacular. Kim tentou se levantar, conseguiu, mas o árbitro interrompeu a luta e deu a vitória a Mancini.Ray comemorou com os pais. A um repórter, disse, brincando, apontando para o olho roxo "Por que eu faço isso comigo?sou eu quem tenho de acordar e me olhar no espelho!". Ray não sabia que, naquele exato momento, Kim estava entrando em coma e tendo de ser retirado do ringue em uma maca.
Kim sofreu lesões cerebrais e morreu cinco dias depois da luta. Na semana após a sua morte, a Sports Illustrated publicou uma matéria com o nome "Tragédia no Ringue" e, na capa, uma foto de Mancini desferindo o golpe fatal em Kim. Mancini foi ao funeral na Coréia do Sul, mas caiu em grande depressão após o evento. Mancini atravessou um período de reflexão por culpar-se pela morte de Kim. O árbitro da luta, Richard Greene, cometeu suicídio em fevereiro de 1983, assim como a mãe de Kim, quatro meses depois.

## Fim da carreira
Como resultado da morte de Kim, a WBC tomou algumas atitudes: as lutas pelo título foram encurtadas para doze assaltos. Mais tarde, a WBA e a WBO fizeram o mesmo em 1988. Em 1989, a IBF fez o mesmo. Mancini começou a reconstruir a sua vida algum tempo após a morte de Kim. Na Itália, enfrentou o campeão inglês George Feeney. Mancini venceu a luta de dez assaltos por decisão, mas não era mais o pugilista de antes. A morte de Kim realmente o afetara. Defendeu o título duas vezes mais: uma com Bobby Chacon, vencendo a luta, e outra com Livingstone Bramble em Nova Iorque. Esta foi uma luta violentíssima e Mancini perdeu no fim, tendo de sofrer vários pontos na cara e dormir uma noite no hospital. Após perder o título de campeão, Mancini tentou recuperar o cinturão. Na revanche com Bramble, em 1985, Mancini perde na decisão. Em 1988, sofreu uma surra terrível nas mãos de Hector Macho Camacho. Mancini se aposentou definitivamente em 1993, deixando um histórico de 29 lutas, 23 nocautes e cinco derrotas. Mais recentemente, Mancini realizou seus projetos de Hollywood, aparecendo e produzindo alguns filmes. Além disso, conquistou fãs ao participar do reality show Celebrity Boxing. Mancini hoje mora em Beverly Hills, Califórnia, é tido como muito carinhoso com os fãs e gosta de tirar fotos e assinar autógrafos.
Em maio de 2002, Mancini viajou para a Coreia do Sul para apoiar um filme sobre a vida de Du Koo Kim, Champion. Para Mancini, foi como tirar um enorme peso dos ombros. Na Coreia do Sul, para sua surpresa, foi recebido como um herói nacional. Os coreanos o trataram com carinho e admiração. Mancini explica, em uma entrevista a Neal Hodges, o que significou a ele o amor do povo coreano e o que representou a luta com Kim em sua vida: "Eu visitei a Coréia para apoiar um filme sobre a vida de Du Koo Kim. Eu estava apreensivo, para falar a verdade, mas não pude acreditar no que aconteceu. Os coreanos me trataram como herói nacional. Trataram-me com amor e Respeito. Você vê, aos olhos dele, Kim morreu como um guerreiro, um herói. Ele morreu honoravelmente por algo em que acreditava, algo que defendia. Eu tive a oportunidade de explicar a situação e meus sentimentos. Não havia qualquer tipo de animosidade. Isso foi uma experiência revigoradora e recompensadora".